# Cătălina Ponor
Cătălina Ponor (Konstanca, 1987. augusztus 20. –) többszörös olimpiai és Európa-bajnok román tornász, fitnesz instruktor.

## Életpályája
Cătălina Ponor 1987. augusztus 20-án született Carmen Ponor és Florin Barbascu-Ponor gyermekeként. Édesanyja banki tisztviselő, édesapja a hadseregnél dolgozik és az ITC Constanța rögbijátékosa.
Négyéves korában kezdett tornázni. A román válogatottba Octavian Bellu és Mariana Bitang 2002-ben válogatta be.
A 2004. évi athéni nyári olimpiai játékokon három aranyérmet nyert (gerenda, talaj, csapat), ezzel olyan illusztris tornászok társaságába került, mint Szabó Katalin, Nadia Comăneci, Olga Korbut, Věra Čáslavská és Larisza Latinyina.
Három világbajnokságon vett részt, de világbajnoki címet nem sikerült szereznie, azonban az elsőn, 2003-ban Anaheimben talajon és gerendán is ezüstérmes, a másodikon, 2007-ben Stuttgartban a csapattal bronzérmes lett, a 2011-es tokióin ugyancsak a csapattal ért el negyedik helyezést.
A 2004-es amszterdami Európa-bajnokságon aranyérmes volt a csapattal, talajon és gerendán. Debrecenben 2005-ben gerendán nyerte el az Európa-bajnoki címet. Vóloszban 2006-ban ugyanezen a szeren szerzett ismét Európa-bajnoki címet, továbbá egy-egy ezüst- és bronzérmet, a csapattal illetve talajon.
Sérülései miatt 2007 végén visszavonult a versenyzésből, de felépülése után, 2011-ben már újra a válogatottal edzett, és a 2012. évi londoni nyári olimpiai játékokon már ezüstérmet szerzett talajon, a csapattal pedig bronzérmes lett. Ekkor vált Románia első olyan tornászává, akinek kevéssel huszonötödik születésnapja előtt is sikerül még olimpiai érmet szereznie. Ugyanazon évben Brüsszelben Európa-bajnok gerendán és a csapattal, továbbá ezüstérmes talajon.
Ezután ismét visszavonult, de 2015 februárjában megint edzeni kezdett, és márciusban bejelentette visszatérését a válogatottba. A következő évben a berni Európa-bajnokságon talajon és gerendán szerzett bronzérmet.
A 2016. évi riói nyári olimpiai játékokon csupán a hetedik helyet sikerült megszereznie gerendán. Ugyanazon évben a Dohában megrendezett világkupán aranyérmes gerendán. A 2017-es bakui világkupán a gerendán kívül talajon is elnyerte az aranyat. A következő évben a dohai világkupán gerendán szerzett ezüstöt.
2012-ben, Sandra Izbașával együtt, kitüntették a Hűséges Szolgálat Nemzeti Érdemrend lovagi fokozatával.
Jelenleg (2017) a Cătălina Ponor Body-Fit nevű fitnesztermet vezeti Konstancán.
2021-ben ő hirdette ki a román szakmai zsűri szavazatait az Eurovíziós Dalfesztiválon.